# Église Saint-Gilles de Liège
L'église Saint-Gilles de Liège est un édifice religieux de la ville de Liège, situé dans le quartier Saint-Gilles.

## Histoire

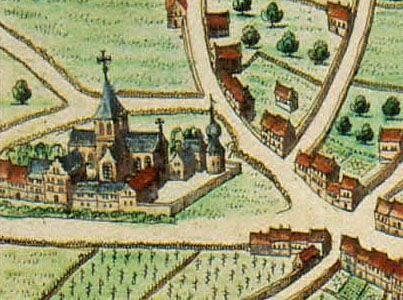
L'abbaye de Saint-Giles, sur les hauteurs de Liège avant 1459.

Elle a été érigée par le prince-évêque Albéron Ier de Louvain en 1124, en forme de croix latine, de style roman-mosan. Les matériaux ont été pris sur place : moellons de grès schisteux et de grès houiller. Il y a du charbon, en effet, sous le sol du Publémont, et les moines ne tardent d'ailleurs pas à l'exploiter.
Tout naturellement, le prince-évêque Albéron obtient d'être enterré dans l'église de Saint-Gilles qu'il a consacrée.
L'église reste désaffectée de 1786 à 1803.
1803 est l'année où l'ancienne abbatiale est choisie pour redevenir le lieu de culte officiel des habitants de Saint-Gilles, de Saint-Nicolas-en-Glain et de Sainte-Gertrude (ces deux derniers noms évoquant des chapelles aujourd'hui disparues). Quatre années seront nécessaires pour remettre en état l'édifice fort détérioré par des années de désaffectation et ébranlé par l'activité minière de la région.
En ce début de XIXe siècle, la houille autrefois extraite de façon artisanale par les moines fait désormais l'objet d'une exploitation plus systématique par de grands charbonnages (le Piron et la Haye). La vieille église a souffert des tassements et glissements de terrain.
Pendant tout le XIXe siècle, pour remédier aux dégâts provoqués par l'exploitation minière, l'église est réparée à plusieurs reprises. Mais un sauvetage d'ensemble s'impose. Le curé Hyacinthe Demaret (1885-1900) fait appel à l'architecte gantois Auguste Van Assche, bien connu à Liège pour les importantes restaurations qu'il a déjà effectuées à Saint-Jacques, Saint-Denis, Saint-Martin et Saint-Christophe.
Les travaux ont un triple but : consolider, restaurer et agrandir. La multiplication de la population exige, en effet, un lieu de culte plus vaste.
Du complexe monastique d'antan, il ne reste que l'église, elle-même profondément modifiée au cours des siècles.
L'église Saint-Gilles est un bel exemple d'édifice liégeois qui allie harmonieusement les styles roman et néo-roman.
Depuis le 30 juin 2024, elle abrite la sépulture de la Bienheureuse Eugénie Joubert, dite "modèle pour les catéchistes" par le Pape Saint Jean-Paul II en 1994, née en Haute-Loire (France) le 11 février 1876 et décédée à Liège le 2 juillet 1904. Elle pratiqua le catéchisme dans la paroisse de l'église Saint-Gilles. Une chapelle lui est dédiée.

## Œuvres
- Monument commémoratif d'Albéron I de Louvain, prince-évêque de Liège, 1646

### Peintures
- Dubois
  - Adoration des bergers

- Englebert Fisen
  - Calvaire avec Marie Madeleine, 1710

- E. Lisseau
  - La Dernière Cène

- Inconnu
  - Un abbé de Saint-Gilles
  - La famille de la Thorette entre le Christ en croix

### Sculpture
- N. Decharneux
  - Saint Léonard, 1866

- Inconnu
  - Saint prêtre, c. 1741-1760
  - Ange Adorateur, c. 1751-1775
  - Ange Adorateur, c. 1751-1775
  - Vierge à l'Enfant
  - Saint Gilles, c. 1301-1310
  - Christ en croix
  - Saint Laurent
  - Vierge à l'Enfant, c. 1770
  - Sedes Sapientiae, c. 1891-1910

## Dalles funéraires
- Dalle funéraire de Baudouin de Hanèche, abbé de Saint-Gilles, 1352
- Dalle funéraire de Wauthier de Breda, abbé, 1541
- Dalle funéraire de Simon Dalem, 1583
- Dalle funéraire de Toussaint de Visé dit Prosset, 1642
- Dalle funéraire de Gilles de Fize, 1685
- Dalle funéraire de Lambert Leruitte, abbé de Saint-Gilles, 1738
- Dalle funéraire de Gérard H. de Jennet, abbé de Saint-Gilles, 1754
- Dalle funéraire de Hubert Duchateau alias Tixhon, abbé de Saint-Gilles, 1760
- Dalle funéraire de Jean Fastré Lombart, abbé de Saint-Gilles, 1761